# ¥$
¥$ (pronunciato come Ye n' Dolla Sign) è un superduo statunitense costituito da Kanye West e Ty Dolla Sign.
Fondati alla fine del 2023 durante le sessioni in Giappone e Italia, i ¥$ hanno pubblicato il loro album di debutto in studio, Vultures 1, il 10 febbraio 2024. ¥$ hanno anche pubblicato il loro secondo album in studio, Vultures 2 il 3 agosto 2024. Il duo pubblicherà presto il terzo, e ultimo capitolo della trilogia Vultures

## Storia

### Passato
Ye collabora con Ty Dolla $ign dal 2014, durante la produzione del settimo album in studio pianificato di Ye, Yeezus II (mai più uscito). Ty è apparso anche nelle canzoni di The Life Of Pablo, "Real Friends" e "Fade". Nel 2018, iniziarono a circolare voci su un album in collaborazione tra Ye e Ty, che è stato menzionato in un'intervista che ha preceduto il listening party. Quell'anno, Ty divenne un collaboratore molto importante per Ye, registrando voci di sottofondo per diverse canzoni di ye, KIDS SEE GHOSTS e Yandhi (diventato Jesus Is King). È famoso per essere apparso in due tracce previste per Yandhi: "New Body" (successivamente riproposta all'inizio per Vultures 1 ma mai rilasciata nel disco finale) e "Sky City" (quest'ultima ufficialmente pubblicata su Vultures 2).

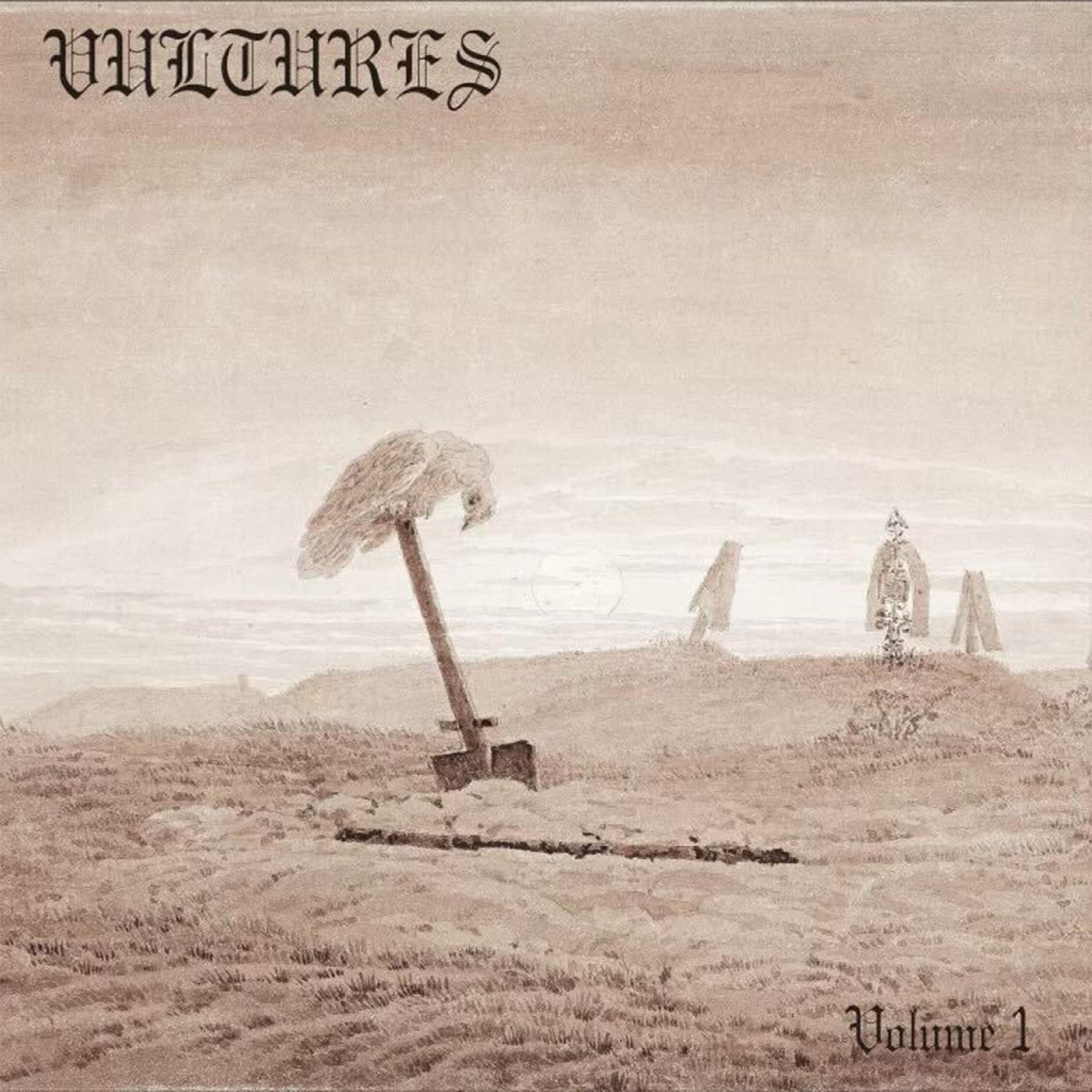
Cover originale del primo capitolo della trilogia VULTURES

### Formazione
Nell'estate del 2023, Ye stava lavorando a nuova musica in Giappone e in Italia. Ty è stato uno dei pochi artisti invitati alle sessioni di creazione. Il 5 ottobre, Ty ha pubblicato un video su Instagram con un'immagine alla fine che conteneva il testo "¥$". In un'intervista scartata con Justin LaBoy, Ye ha dichiarato di apprezzare Ty per essere una delle poche persone che lo hanno sostenuto dopo i suoi commenti antisemiti, definendolo il "capo dell'astronave". Nel corso dei mesi, il progetto si è evoluto in VULTURES 1, e sono state organizzate diverse esperienze di ascolto per l'album. Dopo diverse date di uscita mancate, VULTURES 1 è finalmente uscito il 10 febbraio 2024.Una trilogia di VULTURES è stata annunciata da Ye il 23 gennaio 2024, con il primo album in uscita il 9 febbraio, il secondo l'8 marzo e il terzo il 5 aprile. VULTURES 2 è stato finalmente pubblicato il 3 agosto nel mezzo di un tumultuoso lancio dell'album. Ye e Ty continuarono fino il 11 novembre dello stesso anno ad aggiornare l'album. 

## Discografia

### Album in studio
- 2024 – Vultures 1
- 2024 – Vultures 2

### Singoli
- 2023 – Vultures (feat. Bump J & Lil Durk)
- 2024 – Talking/Once Again (feat. North West)
- 2024 – Carnival (con Rich the Kid feat. Playboi Carti)
- 2024 – Slide